# Clupisoma roosae
Clupisoma roosae är en fiskart som beskrevs av Carl J. Ferraris, Jr. 2004. Clupisoma roosae ingår i släktet Clupisoma och familjen Schilbeidae. IUCN kategoriserar arten globalt som otillräckligt studerad. Inga underarter finns listade i Catalogue of Life.